# Teterow
Teterow je město v Meklenbursku-Předním Pomořansku v Německu. K roku 2017 mělo přes osm tisíc obyvatel.

## Poloha
Teterow leží ve středu Mecklenburgska-Středního Pomořanska ve východní části zemského okresu Rostock.

## Dějiny
Název Teterow je západoslovanského původu z jazyka Polabských Slovanů a je odvozen od označení tetřívka, tetřeva nebo z nějakého osobního jména. Nejstarší historické podoby jsou Thiterow v roce 1272, Teterowe v roce 1285, Thitterowe v roce 1288 a Thetherow v roce 1352.
V letech 1952 až 1994 byl Teterow okresním městem okresu Teterow.

### Rodáci
- Herta Botheová (1921–2011), dozorkyně v koncentračních táborech
- Gerd Kische (* 1951), fotbalista